# 葉卡捷琳娜 (2014年電視劇)
叶卡捷琳娜（Ekaterina）是2014年俄羅斯-1推出的历史电视连续剧，由玛丽娜·亚历山德罗娃主演，她饰演俄罗斯女皇叶卡捷琳娜二世。該電視劇的第一季讲述了苏菲·弗里德里克·奥古斯特公主的故事，以及她在一场政变和她的丈夫彼得三世被暗杀后成为俄罗斯女皇的故事。第二季講述了她在统治初期在国内外面临的挑战。第三季讲述了她面对两名声索皇位者——叶梅利扬·普加乔夫和塔拉坎诺娃女公爵时的抉择。第四季讲述了女皇与波将金等情夫的感情生活，以及与儿子保罗、孙子亚历山大的复杂关系。
第一季于2014年11月24日在俄羅斯-1上首播，并于2017年在亚马逊上發售。第二季于2017年2月27日在俄羅斯-1首播，并于 2018 年在亚马逊上發售。第三季于2019 年10月21日首播。

## 外部鏈接
- Official Website （页面存档备份，存于）